# Miguel de Kent
Miguel de Kent (nome pessoal em inglês: Michael George Charles Franklin; Buckinghamshire, 4 de julho de 1942) é um Príncipe do Reino Unido, membro da família real britânica e um neto do rei Jorge V e da rainha Maria de Teck. Atualmente é grão-mestre da Grande Loja dos Mestres Maçons de Marca e grão-mestre provincial de Middlesex.
Atualmente Miguel é o 53º na linha de sucessão ao trono britânico. A rainha Isabel II e Miguel eram primos de primeiro grau por meio de seus pais, o rei Jorge VI e o príncipe Jorge, Duque de Kent. A mãe de Miguel, a princesa Marina da Grécia e Dinamarca, também era prima de primeiro grau do marido da rainha, príncipe Filipe, Duque de Edimburgo, tornando primo de segundo grau e primo de primeiro grau, uma vez removido do rei Carlos III.
O príncipe Michael ocasionalmente representava a rainha Isabel II em algumas funções nos reinos da Commonwealth fora do Reino Unido durante seu reinado. Caso contrário, ele administra seu próprio negócio de consultoria e realiza vários trabalhos comerciais em todo o mundo. Ele também apresentou alguns documentários de televisão sobre as famílias reais da Europa. Miguel foi nomeado a partir do grão-duque Miguel Alexandrovich da Rússia, de quem é sobrinho-bisneto.

## Nascimento, educação e serviço militar
O príncipe Miguel de Kent nasceu em 4 de julho de 1942, em Iver, Buckinghamshire. Seu pai era o Duque de Kent, o quarto filho do rei Jorge V e da rainha Maria. Sua mãe era a Duquesa de Kent, a terceira filha do príncipe Nicolau da Grécia e Dinamarca e da grã-duquesa Helena Vladimirovna da Rússia. Afilhado e neto do soberano britânico, ele foi estilizado "Sua Alteza Real príncipe Miguel de Kent".
Em seu batismo, ocorrido em 4 de agosto de 1942, seus padrinhos foram: Franklin D. Roosevelt, o 32.º presidente dos Estados Unidos da América; o rei Jorge II da Grécia; o rei Haakon VII da Noruega; a rainha Guilhermina dos Países Baixos; a princesa Patrícia de Connaught; a princesa Vitória de Hesse e Reno; a princesa Frederica de Hanôver e o príncipe Henrique, Duque de Gloucester.
Seu pai, o Duque de Kent, morreu em um acidente de avião, perto de Caithness, Escócia, em 25 de agosto de 1942, três semanas depois do batismo de Miguel.
Educado em Sunningdale School e em Eton College, o príncipe Miguel entrou para a Real Academia Militar de Sandhurst em janeiro de 1961, onde foi comissionado, em 1963, no regimento de cavalaria 11th Hussars. Ele serviu na Alemanha, em Hong Kong e no Chipre, onde seu esquadrão, em 1971, formou parte das forças de manutenção de paz das Nações Unidas. Retirou-se do exército em 1981, com o posto de major.
Em 1994, o príncipe Miguel foi feito Honorário Comodoro da Reserva Naval Real. Em 2002, serviu como oficial da Força Aérea Britânica da estação Benson, em Oxfordshire. Além disso, o príncipe Miguel é presidente da SSAFA Forces Help, uma organização de caridade que tem como missão ajudar membros e ex-membros das forças armadas do Reino Unido e suas famílias, e do Fundo Patriótico Real. Miguel é também coronel-em-chefe do regimento de infantaria The Essex and Kent Scottish, no Canadá.

## Carreira
Por ser o terceiro filho do quarto filho do rei Jorge V, não era esperado que o príncipe Miguel tomasse responsabilidade de deveres reais e oficiais. Ele nunca recebeu uma renda anual ou uma concessão do parlamento. Apesar disso, seu irmão mais velho, o príncipe Edward, Duque de Kent, e sua irmã, a princesa Alexandra de Kent, que também têm deveres reais, recebem anuidades parlamentares.
Entretanto, como membro da família real britânica, Miguel possui um tratamento VIP aonde quer que ele vá. O Foreign and Commonwealth Office arranja para o príncipe recepções VIP a qualquer momento que ele viaja para o exterior. Quando requerido, ele tem o uso da equipe da embaixada britânica. Depois de seu casamento em 1978, foi-lhe oferecido um apartamento de graça e favor no Palácio de Kensington, Londres.
O príncipe Miguel de Kent tem representado a rainha em funerais de Estado na Índia, no Chipre e na Suazilândia. A princesa Miguel de Kent, por sua vez, representou a Rainha nas celebrações de independência de Belize e na coroação de Mswati III da Suazilândia.
Como o príncipe não recebe nenhuma receita de seus deveres reais, ele tem a permissão da rainha de ganhar subsistência a partir de empreendimentos comerciais. Assim, Miguel administra seu próprio negócio de consultoria, tendo negócios em vários lugares do mundo. Ele é também um qualificado intérprete de russo.

## Casamento
Em 30 de junho de 1978, o príncipe Miguel casou-se morganaticamente, em uma cerimônia civil, em Viena, Áustria, com a baronesa Maria Cristina von Reibnitz, a única filha do Barão Gunther Hubertus von Reibnitz, um nobre silesiano, e de sua esposa húngara, Maria Anna Carolina Franziska Walpurga Bernadette, Condessa Szapáry de Muraszombath, Széchysziget et Szapár.
O casamento dos Kent foi polêmico porque a baronesa não era só católica romana como também divorciada. Ela tinha sido casada anteriormente com o banqueiro Thomas Troubridge; eles separaram-se em 1973 e divorciaram-se em 1977. Tal casamento, que não gerou filhos, foi anulado pela Igreja Católica Apostólica Romana dois meses antes de seu casamento com o príncipe Miguel.
Sob os termos do Ato de Estabelecimento de 1701, que dirige as leis da sucessão ao trono britânico, o príncipe Miguel, por ter desposado uma católica romana, perdeu seu lugar na linha de sucessão. Entretanto, sua esposa tornou-se, e continua sendo, uma princesa do Reino Unido. Ela foi estilizada "Sua Alteza Real princesa Miguel de Kent".
O príncipe e a princesa Miguel de Kent tiveram dois filhos, que estão na linha de sucessão porque não são católicos romanos e porque foram educados como membros da Igreja da Inglaterra:
- Frederick Windsor, nascido em 6 de abril de 1979
- Gabriella Windsor, nascida em 23 de abril de 1981

## Controvérsia

Brasão de armas do príncipe Miguel de Kent

No passado, tanto o príncipe Miguel de Kent quanto sua esposa foram reportados negativamente na mídia. O casal foi acusado de explorar seu status real para ganho comercial. Quando foi alegado que os Kents pagavam um aluguel de apenas £69 libras esterlinas (outras fontes estimam £76) para o uso de seus apartamentos no Palácio de Kensington, um comitê de membros do parlamento exigiu o despejo deles. O Centro de Mídia da Monarquia Britânica, contudo, rebate essas alegações polêmicas e declarou que "A rainha está pagando o aluguel dos apartamentos do príncipe e da princesa Miguel de Kent, em um custo anual e comercial de £ 120 000 de seus próprios fundos privados. [...] Esse pagamento é um reconhecimento dos comprometimentos reais e do trabalho de caridade que o príncipe e a princesa Miguel de Kent assumiram com sua própria despesa, sem a ajuda de qualquer fundo público".

## Rússia
O príncipe Miguel de Kent tem forte interesse pela Rússia, e nota-se sua semelhança física com o czar Nicolau II. Quando o czar e sua família foram reenterrados na Rússia, foi o príncipe Miguel quem representou o Reino Unido. Ele fala fluentemente russo e frequentemente passa as férias lá. No romance Icon, de Frederick Forsyth, a monarquia da Rússia é restaurada, com o príncipe e a princesa Miguel de Kent como czar e czarina.

## Títulos e estilos

Monograma Real

- 4 de julho de 1942 - presente: Sua Alteza Real, príncipe Miguel de Kent